# 比利时国铁18型电力机车 (阿尔斯通)
18型电力机车是法国阿尔斯通公司为比利时国家铁路公司设计制造的一种四电流制快速干线客运电力机车，适用于供电制式为1500伏特直流电、3000伏特直流电、15千伏16⅔赫兹的低频单相交流电、25千伏50赫兹工频单相交流电的电气化铁路；主要用于担当巴黎至布鲁塞尔、列日，以及奥斯滕德至科隆的国际联运直通旅客列车的牵引任务，至2000年代末退出运营。
为了满足连接巴黎、布鲁塞尔的跨欧洲特快列车（TEE）的运行需要，并替换原有的15型电力机车，比利时国家铁路公司于1970年向法国阿尔斯通公司订购了6台多电流制电力机车，定型为18型机车，能够在法国的25千伏50赫兹交流电、比利时的3000伏特直流电、荷兰的1500伏特直流电、德国的15千伏16⅔赫兹交流电这四种供电制式下直通运行。18型电力机车的总体结构与法国国铁的CC 40100型电力机车大致相同，机车主电路采用直流斩波控制、交流晶闸管相位控制；机车车顶并设有四台受电弓，分别对应四个国家不同的接触网规格。